# Andreas Hansen (fodboldspiller)
 For alternative betydninger, se Andreas Hansen. (Se også artikler, som begynder med Andreas Hansen)
Andreas Hansen (født 11. august 1995) er en dansk fodboldspiller, der spiller for FC Nordsjælland.

## Klubkarriere

### Brøndby IF
Han forlod i sommeren 2016 Brøndby IF efter at have været tredjekeeper, men uden at han havde fået sin førsteholdsdebut. Han nåede at være på bænken i 20 kampe.

### HB Køge
Det blev i slutningen af maj 2016 offentliggjort, at HB Køge havde hentet Hansen på en fri transfer i Brøndby IF. Hansen skrev under på en treårig kontrakt.

### AaB
I starten af marts 2019 blev det offentliggjort, at den hidtidige reservemålmand for AaB, Michael Lansing, forlod klubben ved kontraktudløb i sommeren 2019, og i stedet blev Hansen hentet ind på en fri transfer. Han skrev under på en toethalvtårig kontrakt gældende frem til slutningen af 2021.